# اکسو-اس‌سی
اکسو-اس‌سی (به انگلیسی: Exo-SC) که کوتاه‌شدهٔ سهون و چانیول (به کره‌ای: 세훈&찬열) است و با عنوان اکسو-سچان (به انگلیسی: SeChan) نیز شناخته می‌شود، دومین زیرمجموعهٔ رسمی گروه موسیقی اکسو است. این گروه در سال ۲۰۱۹ و توسط اس‌ام اینترتینمنت تشکیل شد و شامل دو عضو اکسو، چانیول و سهون است. اولین آلبوم چندآهنگه این گروه با عنوان عجب زندگیی، در ۲۲ ژوئیهٔ ۲۰۱۹ منتشر شد.

## تاریخچه

### ۲۰۱۹: شکل‌گیری، آغاز به‌کار وعجب زندگیی
در طول تور کنسرت سیارهٔ اکسو ۴ – الیشن، چانیول و سهون قطعهٔ «ما جوانیم» را در کنسرت‌های سئول و ماکائو اجرا کردند. این ترانه در ۱۴ سپتامبر ۲۰۱۸، به‌صورت دیجیتال از طریق اس‌ام استیشن × ۰ منتشر شد.
در ماه ژوئیه، چانیول و سهون به‌عنوان دومین زیرمجموعهٔ اکسو آغاز به‌کار کردند. در ۲۸ ژوئن، عنوان این زیرمجموعه، اکسو-اس‌سی (کوتاه‌شدهٔ سِچان) اعلام شد که برگرفته از اولین حرف نام آن‌ها بود. در همان روز اعلام شد که اولین آلبوم چندآهنگهٔ این گروه با عنوان عجب زندگیی، در ۲۲ ژوئیه منتشر خواهد شد و شامل شش قطعه است.

### ۲۰۲۰:۱ میلیارد بازدید
اولین آلبوم استودیوی گروه با عنوان ۱ میلیارد بازدید، در ۱۳ ژوئیه منتشر شد و شامل نه قطعه بود.

## ترانه‌شناسی

### آلبوم‌های استودیویی
| عنوان            | جزئیات                                                                                  | بالاترین موقعیت در جدول | بالاترین موقعیت در جدول | بالاترین موقعیت در جدول | بالاترین موقعیت در جدول | بالاترین موقعیت در جدول | فروش                                        | گواهی‌نامه             |
| عنوان            | جزئیات                                                                                  | کره                     | ژاپن                    | ژاپن داغ                | لهستان                  | بریتانیا دیجیتال        | فروش                                        | گواهی‌نامه             |
| ---------------- | --------------------------------------------------------------------------------------- | ----------------------- | ----------------------- | ----------------------- | ----------------------- | ----------------------- | ------------------------------------------- | --------------------- |
| ۱ میلیارد بازدید | - انتشار: ۱۳ ژوئیهٔ ۲۰۲۰ - ناشر: اس‌ام اینترتینمنت - قالب‌ها: سی‌دی، دانلود دیجیتال، استریم | ۱                       | ۱۰                      | ۱۶                      | ۲۲                      | ۶۵                      | - کره: ۵۴۰٬۷۵۴ - چین: ۱۳۶٬۴۸۵ - ژاپن: ۵٬۸۲۴ | - کی‌ام‌سی‌ای: ۲× پلاتین |

### آلبوم‌های چندآهنگه
| عنوان      | جزئیات                                                                            | بالاترین موقعیت در جدول | بالاترین موقعیت در جدول | بالاترین موقعیت در جدول | بالاترین موقعیت در جدول | بالاترین موقعیت در جدول | بالاترین موقعیت در جدول | بالاترین موقعیت در جدول | بالاترین موقعیت در جدول | بالاترین موقعیت در جدول | فروش                                                              | گواهی‌نامه          |
| عنوان      | جزئیات                                                                            | کره                     | فرانسه دیجیتال          | ژاپن                    | ژاپن داغ                | لهستان                  | بریتانیا دیجیتال        | ایالات متحده هیت        | ایالات متحده ایندی      | ایالات متحده جهانی      | فروش                                                              | گواهی‌نامه          |
| ---------- | --------------------------------------------------------------------------------- | ----------------------- | ----------------------- | ----------------------- | ----------------------- | ----------------------- | ----------------------- | ----------------------- | ----------------------- | ----------------------- | ----------------------------------------------------------------- | ------------------ |
| عجب زندگیی | - انتشار: ۲۲ ژوئیهٔ ۲۰۱۹ - ناشر: اس‌ام، دریموس - قالب‌ها: سی‌دی، دانلود دیجیتال، جاری | ۱                       | ۲۹                      | ۱۹                      | ۲۶                      | ۴۳                      | ۷۸                      | ۱۰                      | ۳۲                      | ۸                       | - کره: ۴۱۲٬۰۲۹ - چین: ۱۵۰٬۰۰۰ - ژاپن: ۵٬۴۳۶ - ایالات متحده: ۱٬۰۰۰ | - کی‌ام‌سی‌ای: پلاتین |